# Oligomyrmex concinnus
Oligomyrmex concinnus är en myrart som beskrevs av Mayr 1867. Oligomyrmex concinnus ingår i släktet Oligomyrmex och familjen myror. Inga underarter finns listade i Catalogue of Life.